# Phrynosoma
Phrynosoma – rodzaj jaszczurek z rodziny frynosomowatych (Phrynosomatidae).

## Zasięg występowania
Rodzaj obejmuje gatunki występujące w Ameryce Północnej (Kanada, Stany Zjednoczone, Meksyk i Gwatemala). 

## Charakterystyka
Ciało frynosom jest szerokie i spłaszczone. Ogon krótki, szeroki u nasady. Tył głowy, a u niektórych gatunków również boki ciała są pokryte rzędem ostro zakończonych kolców. 

## Systematyka

### Etymologia
- Tapaia i Tapaja (Tapaya, Tapayia): etymologia nieznana, Oken nie wyjaśnił znaczenia nazwy rodzajowej[4]. Typ nomenklatoryczny: Lacerta orbicularis Linnaeus 1758.
- Phrynosoma: gr. φρυνη phrunē, φρυνης phrunēs ‘ropucha’[13]; σωμα sōma, σωματος sōmatos ‘ciało’[14].
- Batrachosoma: gr. βατραχος batrakhos ‘żaba’[15]; σωμα sōma, σωματος sōmatos ‘ciało’[14]. Typ nomenklatoryczny: Agama coronatum Blainville, 1835.
- Tropidogaster: gr. τροπις tropis, τροπιδος tropidos ‘kil statku’[16]; γαστηρ gastēr, γαστρος gastros ‘brzuch’[17]. Typ nomenklatoryczny: Agama cornuta Harlan, 1825.
- Anota: gr. przyrostek negatywny αν- an- ‘bez’[18]; ους ous, ωτος ōtos ‘ucho’[19]. Typ nomenklatoryczny: Anota m’callii Hallowell, 1852.
- Doliosaurus: gr. δολιος dolios ‘przebiegły’, od δολος dolos ‘podstępny’[20]; σαυρος sauros ‘jaszczurka’[21]. Typ nomenklatoryczny: Phrynosoma platyrhinos Girard, 1852.

### Podział systematyczny
Do rodzaju należą następujące gatunki: 

- Phrynosoma asio Cope, 1864
- Phrynosoma blainvillii Gray, 1839
- Phrynosoma braconnieri Bocourt, 1870
- Phrynosoma cerroense Stejneger, 1893
- Phrynosoma cornutum (Harlan, 1825) − frynosoma rogata[22]
- Phrynosoma coronatum (Blainville, 1835)
- Phrynosoma ditmarsi Stejneger, 1906
- Phrynosoma douglasii (Bell, 1829) − frynosoma krótkoroga[12]
- Phrynosoma goodei Stejneger, 1893
- Phrynosoma hernandesi Girard, 1858
- Phrynosoma mcallii (Hallowell, 1852)
- Phrynosoma modestum Girard, 1852
- Phrynosoma orbiculare (Linnaeus, 1758)
- Phrynosoma platyrhinos Girard, 1852 − frynosoma szerokonosa[22]
- Phrynosoma sherbrookei Nieto-Montes de Oca, Arenas-Moreno, Beltrán-Sánchez & Leaché, 2014
- Phrynosoma solare Gray, 1845 − frynosoma królewska[12]
- Phrynosoma taurus Bocourt, 1870